# PRELID3A
PRELID3A (англ. PRELI domain containing 3A) – білок, який кодується однойменним геном, розташованим у людей на короткому плечі 18-ї хромосоми. Довжина поліпептидного ланцюга білка становить 172 амінокислот, а молекулярна маса — 19 247.
| 10         |  | 20         |  | 30         |  | 40         |  | 50         |
| ---------- |  | ---------- |  | ---------- |  | ---------- |  | ---------- |
| MKIWSSEHVF |  | GHPWDTVIQA |  | AMRKYPNPMN |  | PSVLGVDVLQ |  | RRVDGRGRLH |
| SLRLLSTEWG |  | LPSLVRAILG |  | TSRTLTYIRE |  | HSVVDPVEKK |  | MELCSTNITL |
| TNLVSVNERL |  | VYTPHPENPE |  | MTVLTQEAII |  | TVKGISLGSY |  | LESLMANTIS |
| SNAKKGWAAI |  | EWIIEHSESA |  | VS         |  |            |  |            |

A: Аланін

C: Цистеїн

D: Аспарагінова кислота

E: Глутамінова кислота

F: Фенілаланін

G: Гліцин

H: Гістидин

I: Ізолейцин

K: Лізин

L: Лейцин

M: Метіонін

N: Аспарагін

P: Пролін

Q: Глутамін

R: Аргінін

S: Серин

T: Треонін

V: Валін

W: Триптофан

Задіяний у таких біологічних процесах, як транспорт, транспорт ліпідів, альтернативний сплайсинг. 
Локалізований у мітохондрії.